# 강지민 (골프 선수)
강지민(1980년 1월 28일~)은 대한민국의 골프 선수이다. 2002년에 프로로 전향하여 LPGA 투어에서 2회 우승했다.